# Альфа-этилтриптамин
α-этилтриптамин (αET, AET) — также известный как этриптамин (INN, BAN, USAN), является психоделическим, стимулирующими энтактогенным препаратом класса триптаминов. 
Александр Шульгин в книге TiHKAL упоминал что AET использовался в качестве лекарственного препарата для облегчения симптомов абстинентного синдрома.

## История
Первоначально считалось , что он оказывает свое действие преимущественно через ингибирование моноаминоксидазы, альфа-этилтриптамин был разработан в 1960-х годах в качестве антидепрессанта Upjohn chemical company в Соединенных Штатах под названием Monase, но был изъят из потенциального коммерческого использования из-за частоты идиосинкразического агранулоцитоза.
α-ET приобрел ограниченную рекреационную популярность в качестве дизайнерского препарата в 1980-х годах. Впоследствии в США он был добавлен в список запрещенных веществ Списка I в 1993 году.

## Фармакология
аЭТ структурно и фармакологически связан с аМТ, α-метилтриптамином, и считается, что его центральная стимулирующая активность, вероятно, обусловлена не его активностью в качестве МАОИ, а, по-видимому, проистекает из его структурного родства с индольными психоделиками. В отличие от аМТ, аЭТ является менее стимулирующим и галлюциногенным средством , его эффекты больше напоминают эффекты энтактогенов, таких как МДМА ("Экстази").
Подобно α-МТ, α-ЭТ является высвобождающим агентом серотонина, норадреналина и дофамина, причем серотонин является основным нейромедиатором. Кроме того, он действует как неселективный агонист серотониновых рецепторов. Исследование, проведенное в 1991 с участием крыс , предоставило доказательства того, что а-ЭТ может индуцировать серотонинергическую нейротоксичность, аналогичную МДМА. Как и во многих других серотониновых рилизинг-агентах, травма может возникнуть при приеме чрезмерных доз или в сочетании с такими препаратами, как другие МАО